# Aidia acutipetala
Aidia acutipetala är en måreväxtart som beskrevs av Colin Ernest Ridsdale. Aidia acutipetala ingår i släktet Aidia och familjen måreväxter. Inga underarter finns listade i Catalogue of Life.